# Хлумска, Рената
Рената Хлумска (швед. Renata Chlumska; род. 9 декабря 1973, Мальмё, Швеция) — шведская альпинистка, путешественница и лектор. В 1999 году Хлумска стала первой шведской и чешской женщиной, покорившей гору Эверест. В 2003 году она была названа American Outside одной из лучших женщин в мире приключений.
С июля 2005 по сентябрь 2006 года Хлумска выполняла вызов, который она называет Around America Adventure (приключения по всей Америке). Она гребла на каяке и ездила по Соединённым Штатам, так называемым Нижним 48 (50 штатов США минус Аляска и Гавайи). Приключение заняло 439 дней.
Хлумска стала первой шведкой, которая поднялась на семь вершин, согласно списку Месснера. Приключение, которое заняло 15 лет, началось с восхождения на самую высокую гору Азии, Эверест, в 1999 году. 15 декабря 2014 года Хлумска поднялась на 4892-метровую гору Винсон в Антарктиде, что означало, что она поднялась на семь самых высоких гор на всех семи континентах. Другие горы, включенные в Семь вершин, — это Аконкагуа в Южной Америке, Денали в Северной Америке, Килиманджаро в Африке, Эльбрус в Европе и пирамида Карстенса в Океании.
У Хлумскoй также есть билет на коммерческий полёт в космос на Virgin Galactic (стоивший 200 000 долларов), и билет на другую космическую туристическую компанию.
Её жених, Йёран Кропп, 30 сентября 2002 года во время тренировочного восхождения по популярному маршруту «Air Guitar» по стене Sunshine Wall (штат Вашингтон) сорвался с высоты около 75 футов (18 метров) и скончался в результате полученной тяжёлой черепно-мозговой травмы.